# Hinezumi
 (septembre 2024).
La mise en forme du texte ne suit pas les recommandations de Wikipédia : il faut le « wikifier ».
Les points d'amélioration suivants sont les cas les plus fréquents. Le détail des points à revoir est peut-être précisé sur la page de discussion.
- Les titres sont pré-formatés par le logiciel. Ils ne sont ni en capitales, ni en gras.
- Le texte ne doit pas être écrit en capitales (les noms de famille non plus), ni en gras, ni en italique, ni en « petit »…
- Le gras n'est utilisé que pour surligner le titre de l'article dans l'introduction, une seule fois.
- L'italique est rarement utilisé : mots en langue étrangère, titres d'œuvres, noms de bateaux, etc.
- Les citations ne sont pas en italique mais en corps de texte normal. Elles sont entourées par des guillemets français : « et ».
- Les listes à puces sont à éviter, des paragraphes rédigés étant largement préférés. Les tableaux sont à réserver à la présentation de données structurées (résultats, etc.).
- Les appels de note de bas de page (petits chiffres en exposant, introduits par l'outil «  Source ») sont à placer entre la fin de phrase et le point final[comme ça].
- Les liens internes (vers d'autres articles de Wikipédia) sont à choisir avec parcimonie. Créez des liens vers des articles approfondissant le sujet. Les termes génériques sans rapport avec le sujet sont à éviter, ainsi que les répétitions de liens vers un même terme.
- Les liens externes sont à placer uniquement dans une section « Liens externes », à la fin de l'article. Ces liens sont à choisir avec parcimonie suivant les règles définies. Si un lien sert de source à l'article, son insertion dans le texte est à faire par les notes de bas de page.
- La présentation des références doit suivre les conventions bibliographiques. Il est recommandé d'utiliser les modèles {{Ouvrage}}, {{Chapitre}}, {{Article}}, {{Lien web}} et/ou {{Bibliographie}}. Le mode d'édition visuel peut mettre en forme automatiquement les références.
- Insérer une infobox (cadre d'informations à droite) n'est pas obligatoire pour parachever la mise en page.

Pour une aide détaillée, merci de consulter Aide:Wikification.
Si vous pensez que ces points ont été résolus, vous pouvez retirer ce bandeau et améliorer la mise en forme d'un autre article.
Le rat de feu ou souris de feu (火鼠 ; du chinois : huoshu mais plus communément désigné sous le nom japonais d’hinezumi , est une créature fantastique issue de la tradition chinoise et présente dans le folklore japonais.
Selon les légendes, il vivrait dans les flammes d'un arbre incombustible et possède un pelage capable de résister au feu. Ce pelage aurait été utilisé pour produire un tissu incombustible, identifié plus tard comme conçu à partie d’amiante.

## Histoire

### Origines
Selon le Shenyi Jing (神異経, « Livre des dieux et des choses étranges ») attribué à Dongfang Shuo sous la dynastie Han, bien que considéré comme pseudépigraphique et datant probablement de la période Jin ou ultérieure, un rat de feu vivrait dans les flammes des « montagnes de feu » au sud de la Chine. Ces montagnes abritent des arbres enflammé, (不燼木, bu jin mu) brûlant jour et nuit sans être affectés par le vent ou la pluie. Le rat de feu est décrit comme pesant 100 jin (env. 25 kg) avec un pelage fin et blanc comme de la soie, qui, une fois tissé, produirait un tissu qui se nettoie lorsqu'il est brûlé. Les montagnes de feu sont parfois identifiées avec la « montagne des flammes » de la mythique région de Kunlun, comme mentionné dans le Soushen ji (捜神記, « À la recherche du surnaturel »), qui indique que le pelage de cet animal est à l'origine du tissu résistant au feu. Un autre texte, le Shizhou ji (十洲記, « Les dix îles de la mer »), décrit un « animal de feu » (火光獸, huo guang shou) ressemblant à un rat, vivant sur l'île légendaire de Yan Zhou. Ses poils mesurent 3 ou 4 cun (environ 7 à 9 cm).
Le Baopuzi de Ge Hong évoque une créature similaire, qui se trouverait sur la colline de Xiao (蕭丘), dans la mer du Sud, où pousse une plante brûlant indéfiniment. Le rat blanc qui y vit pèserait quelques jin et a des poils de 3 cun. De ces poils ainsi que des plantes environnantes, on pourrait fabriquer plusieurs types de tissus résistants au feu. D'après le Wu li (呉録), le rat de feu vivait autrefois dans la région de Rinan (actuel nord du Viêt Nam).
Le Sui shu mentionne qu'au cours du règne de l'Empereur Yang de Sui, des envoyés rapportèrent de la fourrure de rat de feu de l'État de Shi Guo (actuel Shahrisabz, en Ouzbékistan),,.

### Époque moderne
Li Shizhen, le compilateur de l'ouvrage pharmaceutique Bencao Gangmu, a écrit que l'animal se trouvait dans la Région Occidentale ainsi que dans la "Province du Feu" des "Mers du Sud" ou Nanhai Houzhou, c'est-à-dire des îles volcaniques situées en Asie du Sud-Est. Il est possible d'interpréter le passage pour comprendre que la "Province du Feu" de la Région Occidentale est également concernée, pourrait peut être identifié comme l'état ouïghour de Qocho, près de Turfan dans la région autonome du Xinjiang., Cela coïncide avec l'identification de Chingintalas comme Qocho par Henry Yule, le lieu où Marco Polo a observé la mine d'amiante.
Li Shizhen croyait que dans ces régions, où les feux de forêts duraient du printemps à l'été, non seulement la fourrure du rat de feu, mais aussi l'herbe et l'écorces d'arbres, pouvaient être tissées en "tissus purifiés par le feu". Cependant, Li a également classé le "bois sans cendres" (bu hui mu 不灰木) comme un minéral (asbeste), et y a intégré une entrée, dans la section des pierres de l'encyclopédie. Bien que Li n'ait pas listé son utilisation comme tissu, le "bois sans cendres" a été par ailleurs considéré comme comparable au "bois non incinérable" en relation avec le "tissu purifiés au feu",.
Dans le texte original de la dynastie Ming, le Bencao Gangmu contient une brève description de la propre opinion de Li Shizhen (sans mentionner d'autres sources, mais similaire à ce qui est mentionné dans le Baopuzi) et indique que le lieu d'origine du rat de feu est « la Région Occidentale et la Province du Feu des Mers du Sud ». En réexaminant la géographie, selon un dictionnaire anglais récent[réf. nécessaire], "la Province du Feu des Mers du Sud" est interprétée comme un ensemble d'îles volcaniques dans l'Asie du Sud-Est[réf. nécessaire]. De plus, si l'on interprète le texte comme « la Province du Feu de la Région Occidentale », Qocho (Kara-Khoja) dans la région des Ouïghours correspond à la "province du feu" occidentale, ce qui concorde avec l'identification de Henry Yule de Chingintalas comme Qocho, le lieu où Marco Polo a observé l'extraction d'amiante.
Li Shizhen, comme dans le Baopuzi, a affirmé que le tissu lavé au feu pouvait être fabriqué à partir de la fourrure des animaux de la région ou des fibres des écorces et des plantes, mais il a également reconnu que le matériau "bois sans cendres" était un minéral plutôt qu'un bois, ce qui est équivalent à l'« asbeste »[réf. nécessaire].

## Littérature japonaise ancienne
La créature, prononcée kaso, hinezumi ou hi no nezumi en japonais, est d'un intérêt particulier dans les études littéraires japonaises classiques, car sa fourrure est demandée par la princesse Kaguya dans Le Conte du coupeur de bambou et est également mentionnée dans le Genji Monogatari.
Le Wamyō Ruijushō, paru au milieu du Xe siècle)  donne la prononciation japonaise 比禰須三 (hinezumi, lit. 'rat de feu'), et cite le Shenyi jing (神異経),.
Dans Le Conte du coupeur de bambou, le personnage historique Abe no Miushi apparaît comme l'un des prétendants de la princesse Kaguya, et il se voit assigner la tâche de rapporter le 火鼠の裘 (hinezumi no kawagoromo) ou 皮衣 (kawaginu),. Dans le commentaire de Tanaka Ōhide, cela est équivalent au "tissu lavé au feu" des sources chinoises, citant le Shenyi jing ainsi que le Wei zhi (魏志), des Chroniques des Trois Royaumes et le Shui Jing Zhu ("Commentaire sur le Classique de l'Eau").
Dans le Genji Monogatari, le 17e chapitre "E-awase" présente un rouleau peint avec des scènes du passage de la robe en peau de rat de feu du Conte du coupeur de bambou. De nombreux commentaires ont été écrits sur ce roman classique, et l'un d'eux, le Kakaishō (河海抄) datant de la période Muromachi, est un exemple précoce où le "rat de feu" est commenté en citant des références au "tissu lavé au feu" dans les sources chinoises classiques telles que le Shenyi jing et le Shizhou ji (十洲記).
Il a été noté que l'objet dans le conte japonais est un morceau de fourrure, distinct du tissu tissé dans les récits chinois. De plus, la fourrure que Abe a réussi à obtenir, bien que fausse, était de couleur bleu doré ou doré brillant, alors que le "tissu lavé au feu" est censé être blanc selon les sources chinoises.

## Dans le conte du coupeur de bambou
Dans le Conte du coupeur de bambou japonais, le défi que la princesse Kaguya pose à Abe no Miushi est de lui rapporter un hinezumi no kawaginu ou 皮衣 (vêtement en peau de rat de feu).
Dans le commentaire de Tanaka Ōhide, cela est identifié au "tissu lavé au feu" des textes chinois, citant les écrits de la dynastie Han tels que le Shenyi jing, le Wei zhi et le Shui Jing Zhu.
De plus, dans le Genji Monogatari, le chapitre 17 "E-awase" montre un rouleau peint illustrant l'épisode de la robe en peau de rat de feu du Conte du coupeur de bambou. Cette mention est également présente dans le commentaire du Kakaishō (河海抄) de la période Muromachi, qui cite les descriptions de "tissu lavé au feu" dans des sources chinoises telles que le Shenyi jing et le Shizhou ji[réf. nécessaire].
Cependant, le Conte du coupeur de bambou demande un vêtement en peau (kawaginu), c'est-à-dire de la fourrure, et non du tissu tissé comme le "tissu lavé au feu" dans les écrits chinois. De plus, la fourrure obtenue par Abe était de couleur doré-bleu, tandis que le "rat de feu" dans les textes chinois est décrit comme blanc. Dans le conte, le marchand chargé de trouver le vêtement déclare que c'est un produit transmis par des moines de Tendoku (Inde)[réf. nécessaire].

## Origines réelles

### Parallèle avec la salamandre
Il a été suggéré que le « rat de feu » chinois a un parallèle avec la salamandre européenne, dont la légende remonte à l'époque gréco-romaine. Bien que l'asbeste ait été connu des Romains, Pline l'Ancien (mort en 79 après J.-C.) l'a décrit comme un type de lin ou de plante et ne l'a pas considéré comme un poil ou une fourrure animale. L'idée selon laquelle la salamandre produisait de l'asbeste s'est développée plus tard en Occident, notamment dans des travaux alchimiques du XIIIe siècle, tels que ceux d'Albert le Grand[réf. nécessaire]. Cependant, des sources ultérieures, comme Barthélemy d'Herbelot de Molainville au XVIIe siècle, mentionnent une créature appelée « samandar » qui ressemble à une martre mais avec une fourrure de couleur différente, et dont on obtenait un tissu résistant au feu. D'Herbelot cite également des écrivains orientaux décrivant la salamandre comme un animal ressemblant à un lézard ou un oiseau, comme le phénix, qui possède des plumes pouvant être nettoyées par le feu. Ces idées ont été réimportées et diffusées en Europe médiévale.
Selon la théorie de Berthold Laufer, les Grecs et les Romains associaient déjà la salamandre et le tissu d'asbeste, et il postulait que cet élément aurait été introduit en Chine durant la période Han ou plus tard. Joseph Needham a critiqué cette hypothèse. D'après Laufer, l'association entre salamandre et tissu d'asbeste sera examinée dans la section sur le tissu « lavé par le feu »[réf. nécessaire].
Les Grecs et les Romains concevaient la salamandre comme un petit animal ressemblant à un lézard, mais lorsque cette légende a été transmise au Moyen-Orient, les écrivains arabes et persans l'ont associée à des créatures comme le phénix ou des rats, qui avaient des plumes ou une fourrure nettoyée par le feu. Ces descriptions ont ensuite été réintroduites en Europe médiévale, selon Laufer.

### Bois sans cendres
En ce qui concerne le « bu jin mu » (不尽木), ou « bois incombustible », il est considéré comme synonyme du « bu hui mu » (不灰木), ou « bois sans cendres », selon un dictionnaire mythographique[réf. nécessaire].
Le « bu hui mu » est mentionné dans le « Bencao Gangmu », Livre 9, sous la section sur les pierres, bien que ses utilisations décrites ne comprennent pas l'utilisation comme tissu. Selon l'explication de Su Song, il s'agit d'un type de pierre trouvée dans le commandement de Shangdang, aujourd'hui largement trouvée dans les montagnes de Lu et Ze. La pierre est blanche et ressemble à du bois pourri, mais sa combustion ne produit pas de cendres, d'où son nom. Li Shizhen, le compilateur, considère qu'il existe en réalité deux types de bois : un type pierreux, plus dur et plus lourd, qui, trempé dans du naphta et enveloppé dans du papier, servait de lampe pouvant brûler toute la nuit sans se réduire en cendres, et un type bois, connu sous le nom de « bois qui conquiert le feu » (胜火木), se trouvait dans la ville de Dongwu. Selon le « Taiping Huanyu Ji », le bois de type arbre était de forme métallique et ressemblait à des feuilles de massette ; lorsqu'il était utilisé comme torche, il était tellement durable qu'on l'appelait « torche pour des milliers d'années ». Li Shizhen lui-même a acheté une telle torche, affirmant qu'elle ne s'était consumée que de 1 ou 2 « cun » après une nuit entière[réf. nécessaire].

## Tissu purifié au feu
Le terme « tissu purifié au feu » (火浣布, kankanfu) fait référence à un tissu spécial qui, selon les anciens écrits chinois, peut être nettoyé par le feu sans être endommagé. Selon des ouvrages comme le Shizhou ji (十洲記) et le Yunji Qiqian (雲笈七籤), ce tissu, une fois jeté dans le feu et secoué, se débarrasse de toute sa saleté et devient d'une blancheur éclatante.
En réalité, le tissu lavé au feu était fabriqué à partir de fibres d'amiante (ou amiantus).
Selon le Zhao shu (周書) et les écrits de Lie Yukou, il est rapporté que le roi Mu de Zhou a reçu en tribut de la part des barbares Xirong une épée en jade ainsi que du tissu lavé au feu. Berthold Laufer considère ces récits comme des fabrications ultérieures et suggère que la connaissance de l'amiante pourrait être venue de l'Occident avant la Chine. Needham n'était pas prêt à admettre que la Chine ait été ignorante avant Rome et a discuté des récits datant de la période des Zhou comme potentiellement valables.
Théophraste a écrit sur un minéral inflammable ressemblant à du « bois pourri », ce qui pourrait être de l'amiante, bien que cette identification soit disputée. Théophraste (sans lien avec la créature) décrit également un minéral de Skapte Hyle ressemblant à du bois pourri (de Lapidibus, Ch. II.17), qui peut être allumé mais ne sera pas consumé, ce qui a été interprété comme de l'amiante par Nathaniel Fish Moore, mais comme du lignite par Carey et Richards (1956), et identifié comme palygorskite par Robert H. S. Robertson (1963). Selon Needham, au IVe siècle av. J.-C., Théophraste ne connaissait pas encore l'amiante, pas plus que son contemporain chinois vassal du roi Goujian de Yue. Pline pensait que le tissu ignifuge était tissé à partir de fibres végétales d'Inde. Il pouvait être lavé en le jetant dans le feu, plus proprement que dans l'eau. Il pouvait être rouge normalement, mais brûler le rendait de couleur perle, etc.
En ignorant les affirmations datant des Zhou, la plus ancienne attestation en Chine du tissu lavé au feu se trouve dans les écrits de Yu Huan (魚豢, 3e siècle), qui décrit le tissu lavé au feu comme un produit de spécialité de Daqin (大秦), interprété comme l'Orient romain. Cependant, dans les Records of the Three Kingdoms (三国志), il est indiqué qu'en l'année 237 après J.-C., un tribut de « tissu de feu » (火布, considéré comme signifiant « tissu lavé au feu ») est arrivé des « territoires occidentaux ». Les « territoires occidentaux » sont souvent interprétés comme « Asie centrale ». Le premier empereur Wen des Wei (Cao Pi) avait remis en question l'authenticité de ce tissu, comme le rapporte son propre ouvrage Dianlun (典論), indiquant que le tissu apporté par les étrangers nécessitait une révision des discours précédents.
Le Jin shu (晋書) rapporte que l'empereur Fu Jian (337–385) des Han antérieurs a reçu un cadeau de tissu lavé au feu du Tianzhu (Inde) sous le règne de Chandragupta II.
Selon le Book of Song de la dynastie Liu Song, durant l'ère Daming (657–664), les Sute (粟特, c'est-à-dire Sogdiane) ont envoyé des émissaires avec des cadeaux tels que des « lions vivants, tissu lavé au feu et chevaux qui transpirent du sang (cf. cheval de Ferghana) ».